# Эйонго, Рафаэл
Рафаэл Эйонго (нидерл. Raphaël Eyongo; род. 21 мая 2003, Бреда, Северный Брабант) — нидерландский футболист, нападающий бельгийского клуба «Ла-Лувьер».

## Клубная карьера
Эйонго — воспитанник клубов «Фейеноорд», НАК Бреда и «Эксельсиор». 15 декабря 2021 года дебютировал за «Эксельсиор» в матче второго раунда Кубка Нидерландов против «Гронингена», выйдя на замену на 113-й минуте. 21 января 2022 года в матче против дублёров ПСВ он дебютировал в Эрстедивизи. По итогам сезона игрок помог команде выйти в элиту. 6 августа в матче против «Камбюра» он дебютировал в Эредивизи. В ноябре 2022 года подписал первый профессиональный контракт с клубом до середины 2023 года с возможностью продления ещё на год.

## Статистика выступлений
| Клуб             | Сезон            | Лига | Лига | Кубок | Кубок | Прочие | Прочие | Итого | Итого |
| Клуб             | Сезон            | Игры | Голы | Игры  | Голы  | Игры   | Голы   | Игры  | Голы  |
| ---------------- | ---------------- | ---- | ---- | ----- | ----- | ------ | ------ | ----- | ----- |
| Эксельсиор       | 2021/22          | 6    | 0    | 1     | 0     | 1      | 0      | 8     | 0     |
| Эксельсиор       | 2022/23          | 5    | 0    | 0     | 0     | —      | —      | 5     | 0     |
| Эксельсиор       | 2023/24          | 0    | 0    | 0     | 0     | —      | —      | 0     | 0     |
| Эксельсиор       | Итого            | 11   | 0    | 1     | 0     | 1      | 0      | 13    | 0     |
| Ла-Лувьер        | 2024/25          | 14   | 1    | 2     | 0     | —      | —      | 16    | 1     |
| Ла-Лувьер        | Итого            | 14   | 1    | 2     | 0     | —      | —      | 16    | 1     |
| Всего за карьеру | Всего за карьеру | 25   | 1    | 3     | 0     | 1      | 0      | 29    | 1     |